# Конь и его мальчик
«Конь и его мальчик» (англ. The Horse and His Boy) — фэнтезийный роман Клайва Стейплза Льюиса, опубликованный в 1954 году. Пятая (третья по хронологическому порядку) книга «Хроник Нарнии». Действие происходит в стране находящейся к югу от Нарнии — Тархистане. Роман повествует о мальчике Шасте и говорящей лошади, которые вместе решили бежать в Нарнию. Время действия — времена правления Верховного короля Питера, короля Эдмунда, королев Сьюзен и Люси.

## Сюжет
Мальчик Шаста живёт в стране Тархистан на берегу моря со своим старым отцом-рыбаком. Его жизнь трудна, но он к этому привык. Однажды в их жилище останавливается на ночлег знатный вельможа. Подслушав разговор отца с гостем, мальчик узнаёт, что он приёмыш, и рыбак соглашается продать его в рабство вельможе. Шаста решает бежать, и его товарищем в побеге неожиданно становится конь вельможи, который, как оказывается, умеет говорить. Он рассказывает Шасте о прекрасной северной стране Нарнии, где царит свобода и откуда они оба родом (именно там живут говорящие животные, как сам конь; Шаста же светлокожий, а в Тархистане все смуглые, поэтому он наверняка нездешний). Нарния совсем не похожа на жестокий Тархистан. По пути Шаста и конь встречают говорящую кобылу и её молодую хозяйку Аравиту, которая убежала из дому от злой мачехи, принуждаемая к браку с богатым стариком. Вместе они устремляются в Нарнию. Чтобы попасть туда, им необходимо пройти сквозь многолюдную столицу Тархистана — Ташбаан, где друзья разлучаются в уличной толпе. Так Шаста попадает в гостевую резиденцию нарнийских короля и королевы, находящихся в Ташбаане с визитом, и все принимают его за принца Орландии Корина. Там он узнаёт о том, что королева Сьюзен хочет ответить отказом на сватовство тархистанского принца Рабадаша и из-за этого всё нарнийское посольство оказывается под угрозой. Нарнийцы делятся планами скорейшего отъезда домой и в присутствии Шасты обсуждают достоинства и недостатки разных дорог, ведущих в Нарнию. Для отъезда они выбирают корабль. С этими сведениями Шаста убегает из резиденции на поиски своих друзей, перед этим познакомившись с принцем Корином, на которого он похож как две капли воды.
Аравита, оставшись в городе одна с двумя лошадьми, встречает свою подругу Лазорилину, которая недавно вышла замуж и ведёт беспечную светскую жизнь. Подруга берётся помочь ей, хотя и не понимает, зачем Аравите нужно бежать от такого высокопоставленного и богатого жениха. Они дожидаются ночи и пытаются пробраться к усыпальницам на краю пустыни с другой стороны города, где их должен ждать Шаста (они условились ждать друг друга здесь как раз, если их случайно разлучат). Туда же слуга Лазорилины приведёт лошадей, а Аравита должна выйти из города тайно, потому что её уже ищут и могут узнать. Кратчайший путь к усыпальницам лежит через дворец тархистанского правителя Тисрока, куда Лазорилина вхожа как знатная особа. Оказавшись там, девушки становятся свидетелями тайного разговора принца Рабадаша со своим отцом. Рабадаш в ярости от того, что королева Сьюзен со своим братом бежала от него на корабле. Он во что бы то ни стало хочет жениться на ней. Для этого Рабадаш предлагает отцу организовать военную экспедицию на север с целью захватить вначале Орландию, а затем и Нарнию. После раздумья Тисрок разрешает Рабадашу устроить такой захватнический поход на свой страх и риск. Девушки выбираются из тайных покоев Тисрока и расстаются. Аравита встречается с Шастой и лошадьми и рассказывает о коварных планах Рабадаша. Зная дорогу через пустыню из объяснений Шасты, друзья немедленно пускаются в путь, чтобы успеть предупредить короля Орландии. По пути они преодолевают многочисленные трудности и испытания, отряд Рабадаша преследует путешественников по пятам. Последний отрезок дороги от жилища отшельника до королевского замка Шаста должен пробежать в одиночестве, так как лошади выдохлись, а Аравита ранена львом. Несмотря на усталость, Шаста вовремя добегает до Орландии. Замок запирают и все готовятся к осаде. Подоспевшие на помощь нарнийцы сходятся в жестокой битве с тархистанцами, в результате чего Рабадаша берут в плен, а остальных тархистанцев прогоняют.
Могущественный лев Аслан, творец и истинный владыка Нарнии, во время последних событий попеременно является Шасте, Аравите и говорящим лошадям и рассказывает, как на самом деле неслучайны были все их приключения и кажущиеся несчастья. Также выясняется, что Шаста — это потерянный в детстве брат-близнец принца Корина, и его настоящее имя — Кор. Когда победители решают, что делать с побеждёнными, вновь является Аслан и превращает богохульствующего Рабадаша в осла в наказание за его коварство и глупость. Рабадаш «исцелится» от этого образа и станет правителем Тархистана, но над ним останется заклятье: он не сможет никуда отлучаться из своей столицы и от храма богини Таш, которую он так чтит и которую ставит выше Аслана, иначе он снова станет ослом.
В конце говорится о дальнейшей судьбе героев и стран: Нарния и Орландия, избавившись от вражеской угрозы, процветают и благоденствуют; тархистанцы рады мирному правлению Рабадаша; Кор и Аравита стали очень дружны и, когда выросли, поженились; у них родился наследник, будущий Рам Великий; воинственный принц Корин стал великим рыцарем и чемпионом в кулачных боях; а говорящие лошади начали новую свободную жизнь в родной Нарнии.

## Интересные факты
- История Шасты (он, будучи младенцем, обнаружен на берегу моря в лодке и усыновлён), а также его бегства на север вместе с друзьями из страны рабства, где царит жестокость и почитание ложных богов, имеет прямые библейские параллели с книгой Исход (история Моисея и исхода евреев из Египта). Соотносится с событиями книги Исход и беседа невидимого Аслана с Шастой по пути в Нарнию, где Аслан открывает мальчику пути своего попечения о мире, а в ответ на вопрос Шасты «Кто ты?» троекратно отвечает «Я — это я» (ср. Исх. 3:13—14).
- Образ Отшельника в этой книге перекликается с образом известного римо-католического святого Франциска Ассизского.

## Персонажи
- Шаста (он же Принц Кор) — принц Орландии, старший брат-близнец Корина, оказавшийся в Тархистане.
- Уинни (Хвин) — говорящая лошадь из Нарнии, захваченная тархистанцами.
- Аравита — тархистанская тархиня.
- Бри (Игого) — говорящий конь из Нарнии, захваченный тархистанцами.
- Принц Корин — младший брат-близнец Кора.
- Аслан — Великий лев.
- Королева Сьюзен — королева Нарнии.
- Король Эдмунд — король Нарнии.
- Королева Люси — королева Нарнии.
- Мистер Тумнус — фавн, советник королей Нарнии.
- Принц Рабадаш — тархистанский принц.
- Лазорилина — тархистанская тархиня.
- Тисрок — правитель Тархистана.
- Ахошта — тархистанский тархан, новый великий визирь Тархистана.
- Аршиш — тархистанский рыбак.